# 北十字 (星群)

北十字，以綠色粗體標示

北十字是位於天球北半球，與天鹅座緊密對應的一個星群。它比星座南十字星大得多，由天鹅座中最亮的五顆恆星組成：α、γ、ε、δ和β。天津四不僅是北十字之首，也是夏季大三角這個星群的成員之一。
與夏季大三角一樣，北十字也可用於指示季節。在夏季接近午夜時，北十字幾乎高懸在天頂；而在春季的清晨，北十字位於東方；秋季傍晚時，北十字位於西方。在北緯45度以北的地區，天津四幾乎不會沉入地平線。而在接近北緯45度的地區，例如美國的明尼阿波利斯、蒙特利爾和都靈等地，北十字會在地平線正北方掠過天空中的最低點。在南半球的冬季，北十字在天空中的高度很低。
圖爾教區（現在的法國地區）主教都爾的額我略在其六世紀使用恆星進行修道院計時的指南中描述了一個他稱之為大十字的星座，是天鹅座的恆星。在十字架下方，他放置了兩個較小的星座，稱其為α和ω，為海豚座和天琴座的一部分。這反映了中世紀早期的肖像畫，其中十字架的臂下刻有字母α和ω。
在約翰·拜耳17世紀的星圖《測天圖》中，有人認為天津四、天津一和輦道增七形成了基督教十字架的基柱，而天津一和天津九形成了橫樑。變星天鵝座P當時被認為是基督的身體。

## 成員

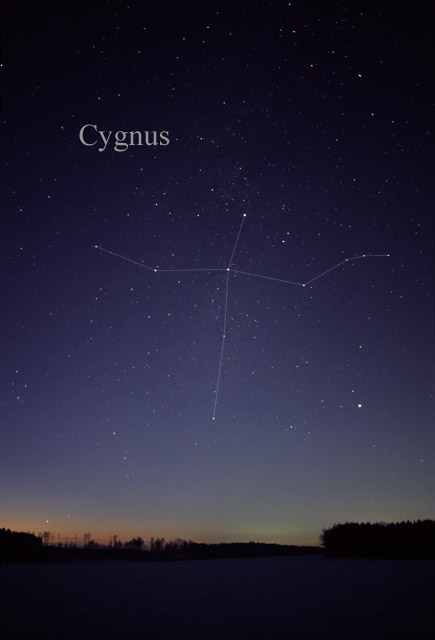
天鹅座中心的恆星天津一和其垂直及水平軸上的四顆恆星形成了北十字。

| 名稱     | 拜耳名稱 | 視星等 | 發光度 （×太陽） | 恆星光譜      | 距離 （光年） |
| -------- | -------- | ------ | ---------------- | ------------- | ------------- |
| 天津四   | α Cygni  | 1.25   | 200,000          | A2            | 2615 ± 215    |
| 天津九   | ε Cygni  | 2.48   | 52               | K0III-IV      | 72            |
| 天津二   | δ Cygni  | 2.87   | 76               | B9 III + F1 V | 170           |
| 天津一   | γ Cygni  | 2.23   | 33,000           | F8 Iab        | 1600          |
| 輦道增七 | β Cygni  | 3      | 1,200            | K2II          | 430           |

## 外部連結
- Northern Cross: Backbone of Milky Way at EarthSky.org
- Northern Cross: Stars, Constellation, Facts, Myth at Constellation-Guide.com
- Northern Cross at Seiyaku.com